# Vụ tấn công Điện Kremlin bằng drone

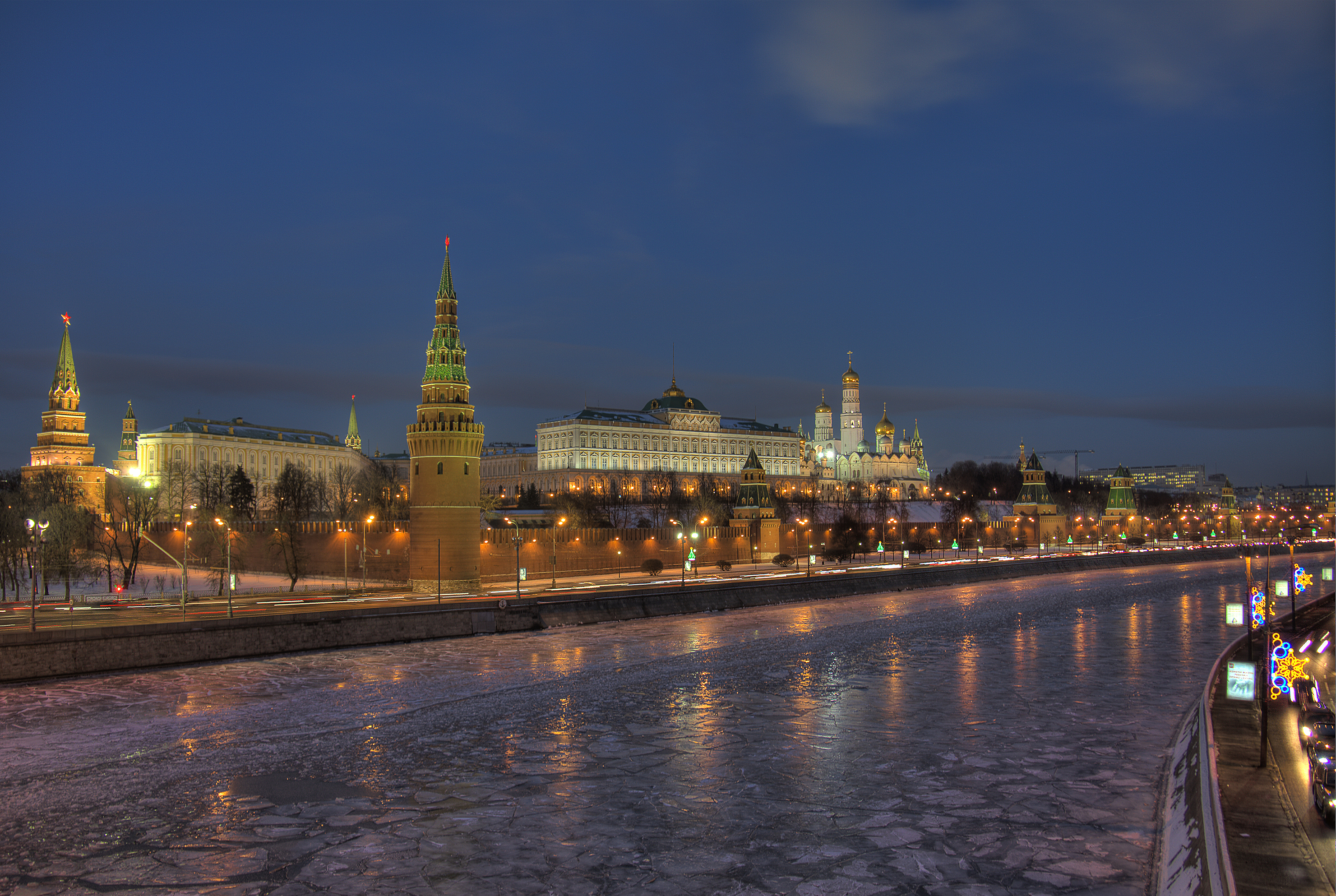
Điện Kremlin ở Moscow, năm 2012

Vào ngày 3 tháng 5 năm 2023, video cho thấy hai drone bị cáo buộc là tấn công nhắm vào Điện Kremlin, và sau đó bị Nga bắn hạ, đã được công bố. Tổng thống Nga Vladimir Putin không có mặt trong tòa nhà này vào thời điểm vụ tấn công bị cáo buộc này xảy ra. Không ai thiệt mạng hoặc bị thương trong vụ tấn công bị cáo buộc này.
Điện Kremlin cáo buộc Ukraine đứng sau vụ tấn công bị cáo buộc này và đã gọi đây là "hành động khủng bố" và một "âm mưu ám sát Tổng thống Nga". Moscow thề sẽ trả đũa "bất cứ khi nào và bất cứ nơi nào [họ] cho là thích hợp".
Cố vấn tổng thống Ukraine Mykhailo Podolyak bình luận rằng Kyiv không có liên quan gì đến vụ tấn công bị cáo buộc là nhắm vào Điện Kremlin, rằng những hành động như vậy không mang lại lợi ích gì cho Kyiv trên chiến trường, và sẽ chỉ kích động Nga thực hiện những hành động cực đoan hơn. Podolyak nói rằng những cáo buộc rằng Kyiv đứng sau vụ tấn công bị cáo buộc này, và việc Nga bắt giữ những người Ukraine bị cáo buộc là người phá hoại ở Crimea, có thể biểu thị rằng Moscow đang chuẩn bị cho một cuộc tấn công "khủng bố" quy mô lớn nhằm vào Ukraine trong những ngày tới. Tổng thống Ukraine Volodymyr Zelensky, trong khi đang thăm Phần Lan, đã tuyên bố rằng, "Chúng tôi không tấn công Putin hay Moscow. Chúng tôi chiến đấu trên lãnh thổ của chúng tôi. Chúng tôi đang bảo vệ các ngôi làng và thành phố của chúng tôi."

## Điện Kremlin
Điện Kremlin Moscow là một khu phức hợp kiên cố nằm ở trung tâm thủ đô Moscow. Đây là nơi ở chính thức của Tổng thống Nga.

## Vụ việc
Một video chưa được kiểm chứng được đăng tải trên mạng xã hội cho thấy một vật thể bay về phía Điện Kremlin trước khi một vụ nổ nhỏ xảy ra gần mái vòm Thượng viện Điện Kremlin. Trong đoạn video, hai người không rõ danh tính được nhìn thấy đang leo lên mái vòm. Một video khác cho thấy khói bốc lên gần tòa nhà.
Các quan chức Nga tuyên bố rằng hai drone này đã bị vô hiệu hóa các thiết bị radar điện tử.

## Phản ứng
Vào ngày 3 tháng 5, thị trưởng Moscow Serge Sobyanin đã công bố vùng cấm bay drone trong thành phố.
Ngoại trưởng Hoa Kỳ Antony Blinken đã tuyên bố trong một cuộc họp báo, "Tôi sẽ chỉ nửa tin nửa ngờ đối với bất cứ thứ gì xuất phát từ Điện Kremlin." Các quan chức Mỹ bày tỏ nghi ngờ đối với quan niệm rằng một drone được gửi đến Ukraine đã có thể được sử dụng trong vụ việc, vì nó sẽ phải di chuyển một quãng đường dài để đến được Moscow. Thư ký báo chí Nhà Trắng Karine Jean-Pierre cho biết Hoa Kỳ "không khuyến khích hoặc tạo điều kiện cho Ukraine tấn công bên ngoài biên giới".
Đồng minh của Putin Vyacheslav Volodin, người phát ngôn của Duma Quốc gia của Nga, gọi vụ tấn công bằng drone bị cáo buộc là một "cuộc tấn công khủng bố" ở Nga và đã ví chính phủ Ukraine giống với các tổ chức khủng bố như al-Qaeda và Nhà nước Hồi giáo, nói rằng "Chế độ Kyiv Quốc xã phải được công nhận là một tổ chức khủng bố." Phó Duma Quốc gia Mikhail Sheremet, một người trung thành với Putin, đã kêu gọi tấn công trả đũa Tổng thống Ukraine Zelensky.
Cố vấn tổng thống Ukraine Mykhailo Podolyak bày tỏ lo ngại rằng Điện Kremlin sẽ sử dụng vụ việc như một cái cớ để biện minh cho các cuộc tấn công lớn hơn nữa vào các thành phố và cơ sở hạ tầng của Ukraine trong những ngày sau đó. Vào ngày 3 tháng 5 năm 2023, các cuộc tấn công của Nga vào Oblast Kherson của Ukraine đã giết chết 21 người.
Phillips O'Brien, giáo sư nghiên cứu chiến lược tại Đại học St. Andrews, cho biết: "Đó chắc chắn không phải là một nỗ lực nhằm ám sát Putin, bởi vì ông ấy không ngủ trên mái nhà và có lẽ ông ấy cũng không bao giờ ngủ trong Điện Kremlin." James Nixey, giám đốc Chương trình Nga và Á–Âu tại think tank Chatham House, cho biết "hai trường hợp có nhiều khả năng là đúng nhất là một 'phát súng cảnh cáo' của Kyiv hoặc một chiến dịch cờ giả của Moscow để biện minh cho các cuộc tấn công dữ dội hơn vào Ukraine hoặc cho việc tiếp tục động viên quân sự."